# Английский институт спорта (Шеффилд)
Английский институт спорта (англ. English Institute of Sport, сокращённое название EIS Sheffield) — мультиспортивная организация в Шеффилде (Англия). Здание института было спроектировано архитекторами FaulknerBrowns; институт открыли в декабре 2003 года, стоимость работ составила 24 миллиона фунтов стерлингов. Главная особенность сооружения — 200-метровая беговая дорожка. Кроме того, институт имеет несколько других спортивных арен и медицинские учреждения. Английский институт спорта располагается в северо-восточной части Шеффилда, между Шеффилд-ареной и футбольным стадионом Don Valley.

## Спортивные мероприятия
В этом здании проводятся тренировочные матчи по лёгкой и тяжёлой атлетике, баскетболу, боксу, дзюдо, настольному теннису, волейболу, фехтованию и нетболу. Многие команды по некоторым из этих видов спорта встречаются здесь для проведения официальных матчей; также институт довольно часто принимает снукерные турниры или матчи квалификации на них. Там находится известная академия снукера, где тренируются многие профессиональные игроки и проходит обучение юных снукеристов.
С 14 по 15 февраля 2009 года в Английском институте спорта проводились чемпионат Европы в помещении и чемпионат Великобритании (оба турнира по атлетике). С 2008 года также ежегодно проходят матчи квалификации на чемпионат мира по снукеру.